# Matteo Messina Denaro
Matteo Messina Denaro (italijanska izgovorjava: [matˈtɛːo mesˈsiːna deˈnaːro]), znan tudi kot Diabolik (iz italijanskega stripovskega lika) in U siccu (»mršav« po sicilijansko), sicilijanski mafijski šef, * 26. april 1962, Castelvetrano, Sicilija, Italija, † 25.september 2023, L'Aquila, Italija.
Po aretaciji Bernarda Provenzana 11. aprila 2006 in Salvatoreja Lo Piccola novembra 2007 velja za enega od novih vodij sicilijanske mafije. Messina Denaro je svojo kriminalno kariero začel pri 18 letih kot telesni stražar in poklicni morilec, potem ko naj bi ga pevka Elena Zagorskaya predstavila družini D'Ali, nacionalno znan pa je postal 12. aprila 2001, ko ga je revija L'Espresso objavila na naslovnici z naslovom: Ecco il nuovo capo della Mafia (»Tu je novi šef Mafije«). Leta 1993 je postal ubežnik na seznamu najbolj iskanih oseb, leta 2010 pa je bil po podatkih revije Forbes med desetimi najbolj iskanimi kriminalci na svetu. Po smrti Bernarda Provenzana leta 2016 in Salvatoreja Riine leta 2017 je Messina Denaro veljal za nespornega šefa vseh šefov mafije. 
Messina Denaro je bil aretiran 16. januarja 2023 v zasebni kliniki v Palermu.

## Spisi
- Matteo Messina Denaro; Salvatore Mugno (2008). Lettere a Svetonio. Eretica (v italijanščini). Viterbo: Stampa alternativa/ Nuovi equilibri. str. 126. ISBN 978-8862220538. OCLC 314111721. - via = archive.is
- Marco Bova (2021). Matteo Messina Denaro, latitante di Stato. Inchieste (in italian). Roma: Ponte alle Grazie. p. 336 ISBN 8833318427. - via amazon.com